# Torneio de xadrez de Londres de 1862
O Torneio de xadrez de Londres de 1862 foi uma competição de xadrez disputada na cidade de Londres em 1862, durante a segunda exposição mundial britânica. Quatorze jogadores participaram do evento principal entre 16 de junho e 28 de junho nos clubes de xadrez St. George's Club, James's Clube e no St. Divan. A novidade do torneio foi a disputa Todos-contra-todos e o controle do tempo, empates não contavam e as partidas deviam ser repetidas. Os prêmios foram conquistados por Adolf Anderssen ($ 100), Louis Paulsen (£ 50), John Owen (£ 30), George Alcock MacDonnell (£ 15), Serafino Dubois ($ 10) e Wilhelm Steinitz (R $ 5), que foi premiado com o prêmio de brilhantismo por sua vitória sobre Augustus Mongredien.

## Tabela de resultados[2]
| #  | Jogador                                | 1  | 2  | 3   | 4 | 5  | 6   | 7  | 8  | 9  | 10 | 11 | 12 | 13  | 14  | Total |
| -- | -------------------------------------- | -- | -- | --- | - | -- | --- | -- | -- | -- | -- | -- | -- | --- | --- | ----- |
| 1  | Adolf Anderssen (Alemanha)             | x  | 1  | 0   | 1 | 1  | 1   | 1  | 1  | 1  | -  | 1  | 1  | r1  | 1   | 11    |
| 2  | Louis Paulsen (Alemanha)               | 0  | x  | 1   | 1 | 0  | 1   | r1 | 1  | r1 | -  | 1  | -  | 1   | 1   | 9     |
| 3  | John Owen (Reino Unido)                | 1  | 0  | x   | 0 | r  | r1  | 1  | 1  | 0  | -  | 1  | -  | rr1 | rr1 | 7     |
| 4  | George Alcock MacDonnell (Reino Unido) | 0  | 0  | 1   | x | 0  | 1   | -  | 0  | 1  | -  | 1  | 1  | 1   | 1   | 7     |
| 5  | Serafino Dubois (Itália)               | 0  | 1  | r   | 1 | x  | 0   | 1  | 1  | r  | -  | -  | -  | r1  | 1   | 6     |
| 6  | Wilhelm Steinitz (Império Austríaco)   | 0  | 0  | r0  | 0 | 1  | x   | 1  | 1  | 0  | -  | 1  | -  | 1   | rr1 | 6     |
| 7  | Thomas Wilson Barnes (Reino Unido)     | 0  | r0 | 0   | - | 0  | 0   | x  | r1 | 1  | 0  | 1  | r1 | 1   | 1   | 6     |
| 8  | James Hannah (Reino Unido)             | 0  | 0  | 0   | 1 | 0  | 0   | r0 | x  | 1  | -  | -  | -  | 1   | 1   | 4     |
| 9  | Joseph Henry Blackburne (Reino Unido)  | 0  | r0 | 1   | 0 | r  | 1   | 0  | 0  | x  | -  | 0  | 0  | rr  | 1   | 3     |
| 10 | Johann Löwenthal (Império Austríaco)   | -  | -  | -   | - | -  | -   | 1  | -  | -  | x  | -  | -  | 1   | 1   | 3     |
| 11 | James Robey (Reino Unido)              | 0  | 0  | 0   | 0 | -  | 0   | 0  | -  | 1  | -  | x  | 1  | 0   | 0   | 2     |
| 12 | Frederic Deacon (Bélgica)              | 0  | -  | -   | 0 | -  | -   | r0 | -  | 1  | -  | 0  | x  | 0   | 1   | 2     |
| 13 | Augustus Mongredien (Reino Unido)      | r0 | 0  | rr0 | 0 | r0 | 0   | 0  | 0  | rr | 0  | 1  | 1  | x   | 0   | 2     |
| 14 | Valentine Green (Reino Unido)          | 0  | 0  | rr0 | 0 | 0  | rr0 | -  | 0  | 0  | 0  | 1  | 0  | 1   | x   | 2     |